# Сутера
Сутера (итал. Sutera) је насеље у Италији у округу Калтанисета, региону Сицилија.
Према процени из 2011. у насељу је живело 1411 становника. Насеље се налази на надморској висини од 640 м.

## Становништво
Према резултатима пописа становништва 2011. у општини је живело 1.436 становника.
| 1931. | 1936. | 1951. | 1961. | 1971. | 1981. | 1991. | 2001. | 2011. |
| ----- | ----- | ----- | ----- | ----- | ----- | ----- | ----- | ----- |
| 4.353 | 4.433 | 4.681 | 4.447 | 2.686 | 2.136 | 2.010 | 1.641 | 1.436 |

## Партнерски градови
- Нола
- Broxbourne
- Дилинген
- Borough of Broxbourne
- Хојерсверда